# Седьмой маршрут (фильм, 1998)
«Седьмой маршрут» — украинский полнометражный художественный фильм режиссёра Михаила Ильенко.

## Сюжет
Действие разворачивается на фоне киевского настоящего в течение суток. Драматургически основа фильма состоит из трех сюжетных уровней, существующих как будто параллельно. Это мелодраматическая история главного героя фильма — Данила Притуляка, работающего гидом для иностранных туристов. В силу обстоятельств он вынужден экспромтом придумать для американских туристов новый маршрут, посвящённый малоизвестному поэту Данилу Притуляку. Седьмой маршрут, возникший как шутка, превращается в серьезную ревизию души героя, открывает для него безжалостную правду о неспособности реализовать талант и собственную личность.

## Актёры
- Виктория Малекторович — американская туристка на Украине
- Юрий Евсюков — гид Даниил Притуляк
- Галина Сулима — Ольга
- Евгений Пашин — водитель «Чайки»
- Нина Шаролапова — Нина Павловна Шанс
- Богдан Бенюк
- Валентин Троцюк
- Лариса Недин
- Иванна Ильенко
- Николай Боклан
- Виктор Полищук
- Николай Олейник
- Вячеслав Воронин
- Людмила Лобза
- Виктор Степаненко
- Юрий Мисенков и другие

## Съёмочная группа
- Режиссёр-постановщик: Михаил Ильенко
- Авторы сценария: Олег Беспалый, Богдан Вержбицкий, Тарас Денисенко, Надежда Зонова, Михаил Ильенко, Наталья Левада, Александра Лозинская, Андрей Максименко, Виктория Мельникова, Валерий Сивак, Алексей Сущенко, Владимир Тарнавский, Владимир Тихий, Юлия Шашкова. В основе сценария лежат работы студентов; использованы 13 курсовых работ.
- Оператор-постановщик: Юрий Гармаш
- Композитор: Владимир Гронский